# Khurdha Kodihalli, Byadgi
Khurdha Kodihalli là một làng thuộc tehsil Byadgi, huyện Haveri, bang Karnataka, Ấn Độ.